# Kordos László (könyvtáros)
Kordos László (Putnok, 1909. október 21. – Miskolc, 1992. október 29.) magyar tanár, iskola- és könyvtárigazgató, múzeumi könyvtáros.

## Életpályája
1932-ben diplomázott a Pázmány Péter Tudományegyetem magyar-francia szakán. 1937-től a mezőcsáti magán polgári fiú- és leányiskola pedagógusa, 1938-tól igazgatója volt. Az iskola fenntartói és az épület használati jogát ingóságaival együtt 1939-ben megvásárolta, így annak tulajdonosa is volt 1948-ig. 1946–1952 között a mezőcsáti Népkönyvtár vezetője volt. 1953-ban könyvtárosi tanfolyamot végzett. 1953-tól a szerencsi Járási Könyvtár vezetője, valamint a miskolci Megyei Könyvtár módszertanosa volt. 1955-től csoportvezető, később igazgató-helyettes volt. 1956-ban Szabó Lőrinc miskolci fellépésének szervezője volt. 1960–1964 között a miskolci Herman Ottó Leánygimnázium tanára és igazgató-helyettese volt. 1964–1970 között a Miskolci Városi Könyvtár igazgatója volt. 1970–1976 között a Herman Ottó Múzeum könyvtárosa volt. 

### Munkássága
Többször járt tanulmányúton Franciaországban. Hozzá kapcsolódik Miskolc közművelődési könyvtárhálózatának megteremtése. Hivatásának tekintette a tanórán kívüli nevelést
is, jelentős ismeretterjesztő tevékenységet folytatott. Miskolc és a megye irodalomtörténeti emlékeit kutatta; több mint ezer előadást tartott országszerte. Az 1950-es és 1960-as években állandó munkatársa volt a régió irodalmi-kulturális lapjainak (Borsodi Szemle, Kilátó, Napjaink, Széphalom). 

## Művei
- Miskolc és Borsod könyvtárügyének fejlődése a felszabadulás óta (Történelmi Évkönyv, 1., 1965, 237–260.p.)
- Újabb adatok Jókai tardonai tartózkodásához (A miskolci Herman Ottó Múzeum Közleményei, 10., 1972, 64–73. p.)
- Újabb adatok a Molnár-szikla mondájáról (uo., 13., 1974, 124–128. p.)
- A miskolci ortodox templom (Pikó Mózessel; Miskolc, 1975)
- Lillafüred barlangjai (Miskolc, 1976; franciául: Les caverns de Lillafüred, 1976)
- A diósgyőri vár és környéke (Miskolc, 1979)
- Boldogkő vára (Miskolc, 1982)

## Díjai
- Kiváló Népművelő (1967)

## Emlékezete
- emlékét a Miskolci Városi Könyvtár udvarán emléktábla őrzi

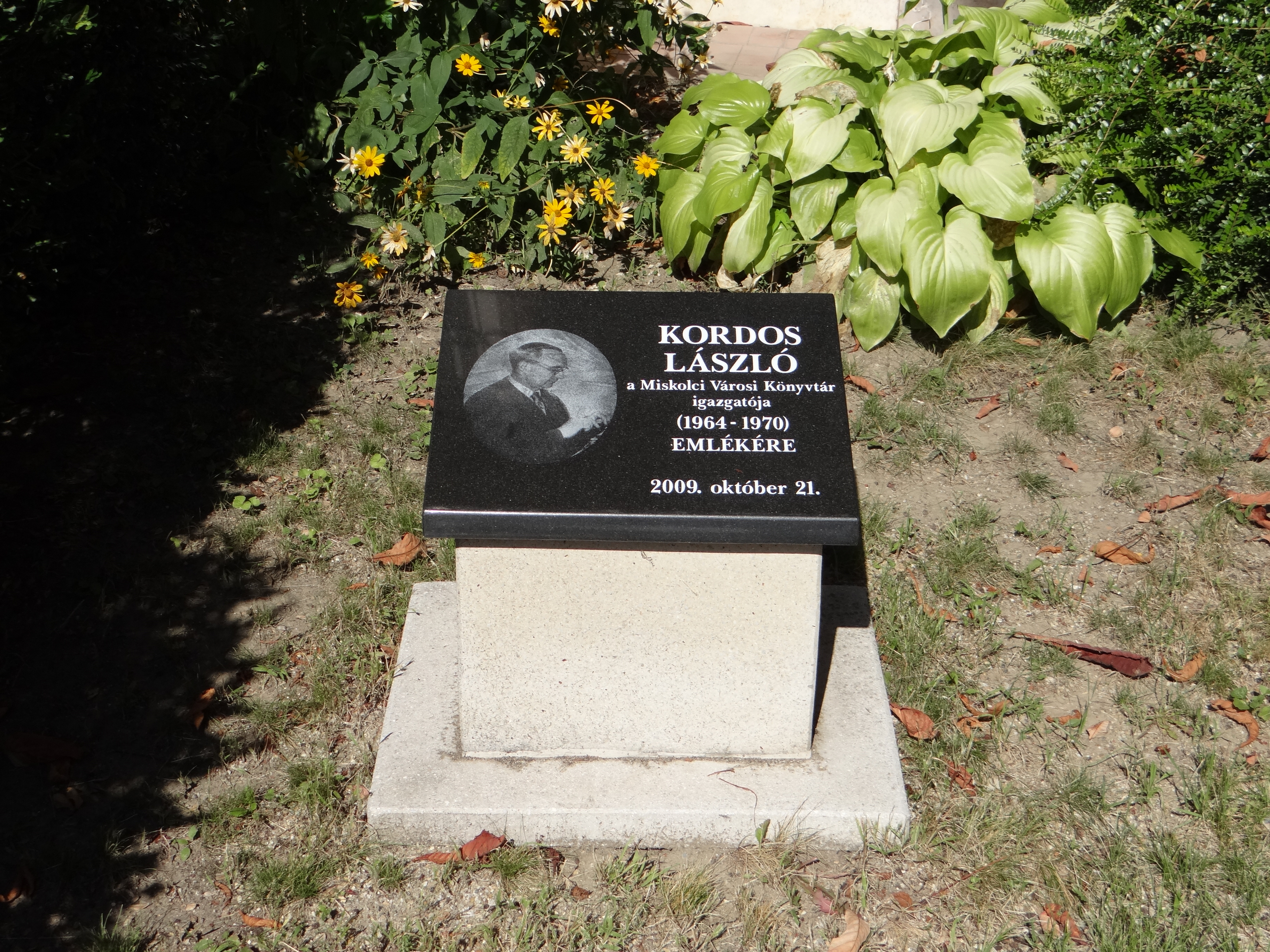
Kordos László emléktáblája a miskolci Szabó Lőrinc Könyvtár udvarán

- róla nevezték el a Herman Ottó Múzeum olvasótermét